# Choking Victim
Choking Victim est un groupe de punk rock américain, originaire de New York. Ils mêlent punk hardcore et ska, jouant un genre plus tard appelé skacore. Après la dissolution du groupe, qui a eu lieu le même jour que l'enregistrement de leur unique album studio No Gods, No Managers, ses membres ont créé le groupe Leftover Crack.

## Biographie

### Débuts
Le groupe se fait connaitre au C-Squat, célèbre squat de Manhattan, grâce à leur musique novatrice et leurs textes engagés politiquement. Ils font par ailleurs polémique par leur image satanique et leurs références au mode de vie marginal des fumeurs de crack, des voleurs à l'étalage et des squatteurs. Le groupe revendique son athéisme, faisant référence au Diable plus dans un but blasphématoire que pour un réel culte satanique. Leur album No Gods, No Managers présente des extraits de conférences du chercheur en sciences politiques américain Michael Parenti.
Choking Victim éclate dès le premier jour de l'enregistrement de leur premier album studio, No Gods, No Managers, mais les enregistrements de la journée sont suffisants pour en faire un album complet. Après leur rupture, Stza et Ezra forment par la suite le groupe Leftöver Crack, tandis que Skwert et toujours Ezra formaient le groupe INDK. Skwert est encore en 2008 le leader du groupe de ska punk Public Serpents. Sascha passe les dernières années à faire de l'agriculture biologique dans le Nord de l'État de New York. Chocking Victim et Leftöver Crack sont des groupes ouvertement anti-racistes, anti-sexistes, anti-homophobes et anti-fascistes.

### Retours
Le 11 novembre 2000, Choking Victim se reforme le temps d'un concert dans le Tompkins Square Park de New York en remplaçant l'ancien bassiste Alec de Shayne. À la fin 2005, le groupe se réunit une seconde fois pour quatre concerts. Le 11 juin 2006, ils jouent à nouveau un concert au Tompkins Square Park, avec la participation de différents intervenants politiques, dont des membres du Misled Youth Project. En juillet 2006, ils visitent la République dominicaine, juste avant la tournée européenne de Leftöver Crack. Outre Leftöver Crack et INDK, des membres de Choking Victim participent également aux groupes Morning Glory, et Crack Rock Steady 7.
En été 2012, Stza recrute Chewing on Tinfoil et forme The Choking Victim Show Cr groupe, qui joue des chansons de Choking Victim, tourne au Royaume-Uni, en Irlande et en France,,,.

## Membres
- Scott « Stza » Sturgeon – chant, guitare (1992–1999, 2000, 2005–2006, 2016)
- Sascha « Scatter » DuBrul – basse (1992–1994, 2005–2006)
- John Dolan – batterie (1992–1993, 2005–2006)
- Skwert – batterie (1993–1999, 2000, 2016)
- Alec Baillie – basse (1995–1996, 1996, 2000, 2016)
- Shayne Webb – basse (1996, 1996–1999)
- Ezra Kire – guitare (1998–1999, 2000)

## Discographie

### Albums studio
- 1999 : No Gods, No Managers

### EP
- 1993 : Crack Rock Steady
- 1996 : Squatta's Paradise
- 1997 : Victim Comes Alive

### Démos
- 2000 : Crack Rock Steady Demo

### Compilations
- 1997 : Give 'Em The Boot (Hellcat Records) (avec la chanson Infested)
- 1997 : Skanarchy III (Elevator Records) (avec la chanson Born to Die)
- 1998 : Wicked City Soundtrack (Velvel Records) (avec la chanson Fuck America)
- 1998 : Ska Sucks (Liberation Records) (avec la chanson Suicide (A Better Way))
- 1998 : Smash Ignorance Up (Possible Problem Records  (avec la chanson Money)
- 1999 : Give 'Em The Boot II (Hellcat Records) (avec la chanson Crack Rock Steady)
- 2000 : Crack Rock Steady/Squatta's Paradise EP
- "Picklemania NYC" - 199?, Riot Records ("500 Channels")
- "Finding a Voice: A Benefit For Humans" - 1999 Repetitively Futile Records ("Sweet Dreams")